# 南十字座BG
南十字座BG，又名CP-58 4344，HD 108968、SAO 240027、HR 4768，是南十字座的一颗恒星，视星等为5.48，位于銀經300.42，銀緯3.35，其B1900.0坐标为赤經12h 26m 5s，赤緯-58° 3.35′ 17″。